# Antoine Henri Jomini

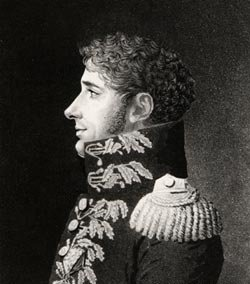
Antoine Henri Jomini

Antoine Henri Jomini (n. 6 martie 1779, Payerne — d. 24 martie 1869, Passy) a fost un general elvețian.

## Funcții deținute
Comandant de batalion (1800), colonel (1805), general-locotenent (1813), general de armată (1823), secretar al Ministerului de Război al Confederației Helvetice (1799), aghiotant al mareșalului Ney (1805), șef de stat major al "Corpului de armata Ney" (1807-1808, 1813), șef al Serviciului Istoric al armatei franceze (1812), consilier militar și membru al Marelui Cartier General rus (1812-1813, 1853-1856), preceptor și consilier militar al Casei Imperiale Ruse (1816, 1837, 1848).

## Biografie
Înrolat în Garda elvețiană al regelui Ludovic al XVI-lea (1774-1792), Jomini a sprijinit Republica, proclamată în 1792; a părăsit Parisul în 1798 pentru a ocupa funcții de conducere în Ministerul de Război și în Statul Major elvețian. Alături de generalul A. Massena a organizat un corp de voluntari elvețieni care a luptat împotriva trupelor ruse și austriece în 1799. Din nou la Paris (1804), s-a apropiat de mareșalul Ney, pe care l-a însoțit în aproape toate campaniile, până în anul 1813. Prețuit de către Napoleon I, datorită aptitudinilor tactice deosebite, evidențiate cu mai multe prilejuri, i s-a acordat în semn de recunoștință gradul de colonel și a fost înnobilat cu titlul de baron. Neînțelegerile cu mareșalul L. Berthier, șeful Cartierului Imperial, l-au îndepărtat de Napoleon I și l-au determinat în cele din urmă să intre în slujba Rusiei (1813). Înainte de a face acest pas l-a secondat pe mareșalul Ney în bătăliile de la Lützen (2 mai 1813) și Bautzen (20-21 mai 1813).
Ca ofițer superior al armatei ruse a îndeplinit sarcini de înaltă conducere strategică; l-a consiliat pe împăratul Alexandru I (1801-1825) în campaniile antinapoleoniene din 1813 și 1814 și a făcut parte din Comandamentul armatei de operații, asediind Varna, cu prilejul războiului ruso-turc din 1828-1829. Jomini s-a stabilit ulterior la Bruxelles (1829) și apoi la Passy (1859), dar a răspuns favorabil apelurilor țarului Nicolae I (1825-1855), contribuind la organizarea Academiei Militare ruse (1830) și la conducerea acțiunilor de luptă în Războiul Crimeii (1853-1856). Pe de altă parte a sfătuit pe Napoleon III (1852-1870) în Războiul franco-sardo-austriac (1859). Strateg și tactician deopotrivă, Jomini a influențat prin ideile sale îndelung elaborate și științific fundamentate - gândirea militară europeană din prima jumătate a sec. al XIX-lea, înrâurindul chiar și pe Napoleon I. Analizând campaniile lui Frederic cel Mare și războaiele dintre Franța și coalițiile europene adverse (1792-1815), s-a preocupat de descifrarea, sistematizarea și explicarea regulilor luptei armate. Astfel, desfășurarea războiului - subordonată "câtorva principii generale", - îi apare ca "o dramă în care atât spiritul și moralul maselor, cât și talentele și caracterul șefilor exercită o influență decisivă". În acest sens, "teoriile bune, bazate pe principii adevărate și justificate de fapte, alături de lecții ale istoriei constituie [...] adevărata școală a comandamentului". Jomini disociază domeniul artei militare în două mari categorii: strategia și tactica. Introduce în limbajul curent de stat major noțiunea de "teatru de război", subîmpărțit la rândul său, în "teatre de război ofensiv", și "teatre de război defensiv". Pe de altă parte delimitează "teatrul de război" (întreg teritoriul în care beligeranții își dispută decizia militaro-politică), de teatrul de operații (spațiul în care acționează o armată). Stabilește, de asemenea, 12 tipuri de dispozitive de luptă, în individualizarea cărora un rol determinant avea să revină conformației terenului, factorului geografic. De activitatea sa laborioasă se leagă și clarificarea sau definirea altor categorii ale artei militare moderne, ca: zone de operații, obiective și fronturi de operații, puncte strategice, baze intermediare de operații, linii de operații, linii strategice, linii de comunicații, fronturile fortificate, etc. În confruntarea dintre două armate, cheia succesului constă, după opinia lui Jomini, în alegerea celor mai bune linii de operații (direcții de manevre), în concentrarea rapidă și eficientă a forțelor și mijloacelor de luptă în cele mai vulnerabile puncte ale frontului advers. Entuziasmat de gândirea, observațiile și soluțiile propuse de Jomini, Napoleon I recunoștea în 1805 că "acest comandant de batalion [...] mi-a făcut cunoscute lucruri despre care profesorii mei nu mi-au vorbit niciodată".

## Lucrări
1. Histoire critique et militaire des campagnes de la Revolution de 1792 a 1801 (1806)
2. Traite des grandes operations militares (1805, 1811, 1818, 1819-1824)
3. Principes de la strategie (1818)
4. Vie politique et militaire de Napoleon raconte par lui-meme (1827);
5. Precis de l'art de la guerre (1834)